# Перший Новопідмосковний провулок
Пе́рший Новопідмоско́вний прову́лок (рос. Первый Новоподмосковный переулок) — провулок у Північному адміністративному окрузі міста Москви на території району «Войківський». Проходить від вулиці Космонавта Волкова до вулиці Зої і Олександра Космодем'янських. Нумерація будинків ведеться від вулиці Космонавта Волкова.

## Походження назви
Провулок отримав свою назву у 1952 році у зв'язку з примиканням до Підмосковної вулиці (нині — вулиця Зої і Олександра Космодем'янських), поряд з залізничною платформою «Підмосковна» (нині — «Червоний Балтієць») і дачного селища Підмосковний (нині не існує). До цього з 1941 року називався 1-й Підмосковний провулок.

## Будинки і споруди

### Непарна сторона
- Сквер імені космонавта Владислава Волкова

- № 2/1 — Управа Войківського району

## Громадський транспорт

### Автобус
По провулку автобуси не ходять, але на вулиці космонавта Волкова поруч із перетином її з провулком є зупинка «1-й Новопідмосковний провулок» автобуса № 780.

### Тролейбус
По провулку тролейбуси не ходять, але на вулиці космонавта Волкова поруч із перетином її з провулком є зупинка «1-й Новопідмосковний провулок» тролейбуса № 57.

### Трамвай
По всій довжині провулка проходить трамвайна лінія, по якій ходять трамваї наступних маршрутів:
- № 6 — Братцево — метро «Войківська»;
- № 15 — Таллінська вулиця — метро «Войківська»;
- № 23 — Михалкове — Проспект Маршала Жукова;
- № 30 — Таллінська вулиця — метро «Войківська».

Усі маршрути мають зупинку «1-й Новопідмосковний провулок», розташовану поруч із перетином провулка з вулицею Зої і Олександра Космодем'янських.
Крім того, по провулку проходять «нульові» рейси трамваїв маршруту № 27.

### Метро
У 150 метрах від кінця провулка розташована станція метро «Войківська».